# Ameca, Jalisco
Ameca är en kommunhuvudort i Mexiko.   Den ligger i kommunen Ameca och delstaten Jalisco, i den centrala delen av landet, 500 km väster om huvudstaden Mexico City. Ameca ligger 1 234 meter över havet och antalet invånare är 35 867.
Terrängen runt Ameca är varierad. Runt Ameca är det ganska tätbefolkat, med 70 invånare per kvadratkilometer. Ameca är det största samhället i trakten. Trakten runt Ameca består till största delen av jordbruksmark.